# Illex
Illex is een geslacht van inktvissen uit de familie van de Ommastrephidae.

## Soorten
- Illex argentinus (Castellanos, 1960)
- Illex coindetii (Vérany, 1839)
- Illex illecebrosus (Lesueur, 1821)
- Illex oxygonius Roper, Lu & Mangold, 1969